# L'Auberge aux noyés
L'Auberge aux noyés est une nouvelle de Georges Simenon. Publiée en 1938, elle fait partie de la série des Maigret.

## Historique
La nouvelle est écrite à Neuilly pendant l'hiver 1937-1938 ou à Porquerolles en mars 1938 . Elle connaît une première publication lors d'une édition pré-originale dans l'hebdomadaire Police-Film/Police-Roman, no 29 du 11 novembre 1938.
La nouvelle est reprise dans le recueil Les Nouvelles Enquêtes de Maigret en 1944 chez Gallimard.

## Résumé
Le commissaire Maigret se rend à Nemours. Pendant son séjour, il se produit dans les environs un événement curieux, à propos duquel il diligente une enquête. En effet, sur la route qui lie Nemours à Montargis, non loin d'un restaurant appelé L'Auberge aux Noyés, un camion heurte une voiture et la précipite dans le Loing.
Lorsqu'on retire le véhicule de la rivière, on n'y trouve pas trace d'occupants. Par contre, on découvre dans le coffre une femme, la gorge tranchée.

## Éditions
- Prépublication en feuilleton ans l'hebdomadaire Police-Film/Police-Roman, n° 29 du 11 novembre 1938
- Édition originale : Gallimard, 1944
- Tout Simenon, tome 25, Omnibus, 2003  (ISBN 978-2-258-06110-1)
- Folio Policier, n° 679, 2013  (ISBN 978-2-07-030451-6)
- Tout Maigret, tome 10, Omnibus,  2019  (ISBN 978-2-258-15349-3)

## Adaptation
- L'Auberge aux noyés, téléfilm français de Jean-Paul Sassy, avec Jean Richard, diffusé en 1989[réf. souhaitée], et tourné en partie à Nemours[réf. souhaitée].